# Таштипський район
Ташти́пський райо́н (рос. Таштыпский район) — адміністративний район в Республіці Хакасія, Росія.
Адміністративний центр району — село Таштип. В районі розташоване місто республіканського значення Абаза.
Район є сільськогосподарським. Вирощують пшеницю, овес, картоплю, кормові культури. Розводять велику рогату худобу, овець, маралів.
Розвідані родовища залізної руди та золота.
| Росія | Це незавершена стаття з географії Росії. Ви можете допомогти проєкту, виправивши або дописавши її. |